# Tour de France 1906
| 4. Tour de France 1906 – Endstand |                     |                                 |
| Streckenlänge                     | 13 Etappen, 4546 km | 13 Etappen, 4546 km             |
| Toursieger                        | René Pottier        | 31 P. 189:34:00 h (23,981 km/h) |
| Zweiter                           | Georges Passerieu   | 39 P.                           |
| Dritter                           | Louis Trousselier   | 59 P.                           |
| Vierter                           | Lucien Petit-Breton | 65 P.                           |
| Fünfter                           | Émile Georget       | 80 P.                           |
| Sechster                          | Aloïs Catteau       | 129 P.                          |
| Siebter                           | Édouard Wattelier   | 137 P.                          |
| Achter                            | Léon Georget        | 152 P.                          |
| Neunter                           | Eugène Christophe   | 156 P.                          |
| Zehnter                           | Antoine Wattelier   | 168 P.                          |

Die Tour de France 1906 fand vom 4. bis 29. Juli statt, wobei es zwischen zwei Etappen mindestens einen Ruhetag gab. Der Gesamtsieger wurde nicht über die Fahrzeit ermittelt, sondern nach einem Punktesystem. Zum ersten Mal wurde die Flamme rouge verwendet, welche den letzten Kilometer einer Etappe anzeigt.

## Rennverlauf
Die Anzahl der Etappen wurde nochmals erhöht, von 11 auf 13. Die Länge der einzelnen Etappen wurde deutlich erhöht; die Rundfahrt war um mehr als die Hälfte länger als ein Jahr zuvor. Die langen Etappen forderten ihren Tribut: von 76 gestarteten Fahrern erreichten nur 14 das Ziel in Paris. Erstmals machte die Tour einen Abstecher ins Ausland; ein kurzer Abschnitt führte durch Deutschland.
Das Rennen wurde von René Pottier gewonnen, der als erster Bergspezialist der Tour gilt. Den Grundstein zum Erfolg legte er am Ballon d’Alsace, wo er alle Konkurrenten abschüttelte und schließlich mit einem Vorsprung von 47 Minuten in Dijon ankam.

## Die Etappen

Streckenkarte Tour de France 1906

| Etappen    | Tag      | Start – Ziel         | km  | Etappensieger            | Gesamterster  |
| ---------- | -------- | -------------------- | --- | ------------------------ | ------------- |
| 1. Etappe  | 4. Juli  | Paris – Lille        | 275 | Émile Georget            | Émile Georget |
| 2. Etappe  | 6. Juli  | Douai – Nancy        | 400 | René Pottier             | René Pottier  |
| 3. Etappe  | 8. Juli  | Nancy – Dijon        | 416 | René Pottier             | René Pottier  |
| 4. Etappe  | 10. Juli | Dijon – Grenoble     | 311 | René Pottier             | René Pottier  |
| 5. Etappe  | 12. Juli | Grenoble – Nizza     | 345 | René Pottier             | René Pottier  |
| 6. Etappe  | 14. Juli | Nizza – Marseille    | 308 | Georges Passerieu        | René Pottier  |
| 7. Etappe  | 16. Juli | Marseille – Toulouse | 480 | Louis Trousselier        | René Pottier  |
| 8. Etappe  | 18. Juli | Toulouse – Bayonne   | 300 | Jean-Baptiste Dortignacq | René Pottier  |
| 9. Etappe  | 20. Juli | Bayonne – Bordeaux   | 338 | Louis Trousselier        | René Pottier  |
| 10. Etappe | 22. Juli | Bordeaux – Nantes    | 391 | Louis Trousselier        | René Pottier  |
| 11. Etappe | 24. Juli | Nantes – Brest       | 321 | Louis Trousselier        | René Pottier  |
| 12. Etappe | 26. Juli | Brest – Caen         | 415 | Georges Passerieu        | René Pottier  |
| 13. Etappe | 29. Juli | Caen – Paris         | 246 | René Pottier             | René Pottier  |